# خديجة رياض
خديجة حامد العلايلى (1914 - 1982) هي فنانة تشكيلية مصرية، درست الفن في المرسم الخاص بالفنان الأرمني المصري وريان اشود زوريان، أقامت معارض خاصة لأعمالها منذ عام 1957 وحصلت علي الجائزة الأولى في التصوير من وزارة الثقافة سنة 1962، مثّلت مصر في مختلف البينياليات والمحافل الفنية مثل بينالي فينيسيا والإسكندرية، ينتمي أسلوبها الي المدرسة التجريدية التعبيرية وهي من أوائل الفنانات المصريات في تحديث الأسلوب الفني وتوجد أعمالها في متحف الفن الحديث بالقاهرة ومختلف المجموعات في أوروبا.